# Riojasaurus
Riojasaurus (som betyder "Rioja ödla") var en växtätande sauropodomorpher dinosaurie uppkallad efter La Rioja provinsen i Argentina där det konstaterades av José Bonaparte. Den levde under yngre trias och växte till cirka 10 meter (33 fot) lång. Enligt en annan källa blev den lite över 5 meter lång.